# DesktopBSD
DesktopBSD is een op FreeBSD gebaseerd besturingssysteem. Het doel van het project is om de kracht en stabiliteit van FreeBSD te combineren met de gebruiksvriendelijkheid van KDE. Het motto van het project is "A Step Towards BSD on the Desktop".

## Ontwikkeling
DesktopBSD is geen afsplitsing van FreeBSD, maar maakt gebruik van de basistechnologieën van FreeBSD en is gebaseerd op een -STABLE-FreeBSD-kernel.
Een vergelijkbaar project is PC-BSD, maar het DesktopBSD-project startte ongeveer een jaar eerder dan PC-BSD. Het voornaamste verschil is dat DesktopBSD gebruikmaakt van het ports- of packagessysteem van FreeBSD, terwijl PC-BSD zijn eigen systeem ontwikkelt, namelijk pbi.
Het project startte in Oostenrijk, maar nu wordt er meegewerkt door ontwikkelaars over de hele wereld.

## 1.6
DesktopBSD 1.6 werd uitgegeven op 9 januari 2008. Deze uitgave is gebaseerd op FreeBSD 6.3RC2 en gebruikt KDE 3.5.8 als desktopomgeving.
Belangrijke vernieuwingen zijn:
- Een live-dvd-functie, waardoor het systeem kan worden getest zonder het te moeten installeren.
- Betere hardware-ondersteuning
- Verbeterd pakketbeheer
- Vernieuwde installer
- Vernieuwde desktop
- Meer vertalingen
- Meeleveren van stuurprogramma's voor NVIDIA grafische kaarten.
- SMP-ondersteuning

## 1.7
DesktopBSD 1.7 werd uitgegeven op 7 september 2009.

## 2.0
Versie 2.0 staat op de planning sinds 21 september 2015.